# Acidiostigma harmandi
Acidiostigma harmandi är en tvåvingeart som först beskrevs av Seguy 1934.  Acidiostigma harmandi ingår i släktet Acidiostigma och familjen borrflugor. Inga underarter finns listade i Catalogue of Life.